# Juan Blázquez de Valverde
Juan Antonio Blázquez de Valverde y Núñez de Prado, magistrado criollo que ocupó altos cargos políticos, judiciales y académicos en el Virreinato del Perú durante el siglo XVII. Rector de la Universidad de San Marcos y Gobernador del Paraguay.

## Biografía
Sus padres fueron el encomendero Juan Blázquez de Valverde, sobrino del célebre obispo fray Vicente de Valverde, y la huanuqueña Feliciana Núñez de Prado y Saavedra. Su abuelo paterno llamado Juan Blázquez era de la provincia de Albacete, España. Inició sus estudios en el Real Colegio de San Martín (1616), continuándolos en la Universidad de San Marcos, donde obtuvos los grados de Bachiller (1622), Licenciado y Doctor en Leyes (1626). Incorporado a la docencia, asumió las cátedras de Instituta (1628), Decreto (1633), Vísperas de Leyes (1636) y Prima de Leyes (1646). Incluso el claustro sanmarquino lo eligió rector (1644)
Recibido de abogado ante la Real Audiencia de Lima, se desempeñó como asesor del juzgado eclesiástico y del Tribunal del Consulado. Nombrado oidor de la Real Audiencia de Santafé de Bogotá (1646), demoró más de tres años su traslado a esa ciudad, en la que estuvo poco tiempo, pues sería trasladado con la misma dignidad a la Real Audiencia de Charcas (1651). Por acuerdo de ésta, y según nombramiento autorizado por su presidente, Francisco de Nestares Marín, pasó a desempeñar la gobernación y capitanía general de Paraguay (1654). 
Siendo gobernador de la Provincia jesuítica del Paraguay, se lo recuerda, por quien, a través de una cédula real, otorgó en nombre del Rey, tierras para fundar la Gran estancia de Yapeyú, en la Banda Oriental, cuyas fronteras, quedaron fijadas el 12 de junio de 1657: al norte, el río Ibicuí, al este, el río Uruguay, al oeste el río Tacuarembó, cerro Batoví y río Ibirapuitá y, en su frontera en el extremo sur, el río Queguay (actual departamento de Paysandú, Uruguay). En esa frontera austral, pronto se asentarán puestos postas para su defensa, a cargo de los indios tapes o misioneros de habla guaraní, dirigidos por la Orden de los Jesuitas. Esta gran estancia, tendrá como objetivo suministrar gran cantidad de alimento para las reducciones y, para ello una de las vías de su desarrollo, estará dada, por la tropeada de los ganados cimarrones "malevos", desde la Vaquería del Mar (actual sureste del Uruguay), donde se los conocerá, luego de su técnica de amansarlos, como ganados "estante", origen de la palabra, "estancia", como se la conoce actualmente en el Río de la Plata.
Cuando la provincia guaraní, se encontró agitada por disturbios que se atribuyeron a los jesuitas, ordenó las correspondientes informaciones y ejerció su autoridad con prudencia. Luego reasumió su magistratura (1659) y la ejerció hasta su fallecimiento.
| Predecesor: Cristóbal de Garay y Saavedra | Gobernador del Paraguay 1656 - 1659                | Sucesor: Alonso Sarmiento de Sotomayor y Figueroa |
| Predecesor: Francisco de Godoy            | Rector de la Universidad de San Marcos 1644 - 1645 | Sucesor: Alonso Osorio                            |